# Bánh mì
Bánh mì (pronúncia em português: [ˈbã ˌmi], vietnamita: [ɓǎjŋ̟ mî]) é um tipo de sanduíche que consiste numa baguette de porção única, que é dividida longitudinalmente e preenchida com vários ingredientes salgados.
Uma sanduíche vietnamita típica é uma fusão de carnes e vegetais da culinária vietnamita nativa como chả lụa (salsicha de porco), folha de coentro, pepino e cenouras e daikon em conserva combinados com condimentos de culinária francesa como paté, acompanhado de jalapeño e maionese. Contudo, uma grande variedade de recheios populares é usada, desde xíu mại a sorvete. No Vietname, sanduíches são tipicamente comidas no pequeno-almoço ou como lanche; são consideradas demasiado secas para o almoço ou o jantar.
O pão do tipo "baguette" foi introduzido no Vietname em meados do século XIX, quando o Vietname era parte da Indochina Francesa e tornou-se um alimento básico no início do século XX. Durante a década de 1950, um estilo de sanduíche distintamente vietnamita desenvolveu-se em Saigon e tornou-se uma comida de rua popular. Após a Guerra do Vietname, os vietnamitas da diáspora vietnamita popularizaram a sanduíche bánh mì em países como os Estados Unidos.